# Уједињени Арапски Емирати на Светском првенству у атлетици у дворани 2014.
Уједињени Арапски Емирати су учествовали на Светском првенству у атлетици у дворани 2014. одржаном у Сопоту од 7. до 9. марта седми пут. Репрезентацију Уједињених Арапских Емирата представљале су две атлетичарке које су се такмичиле у трци на 3.000 метара.,
На овом првенству Уједињени Арапски Емирати нису освојили ниједну медаљу. Није било нових националних, личних и рекорда сезоне.

## Учесници
Жене:
- Betlhem Desalegn — 3.000 м
- Alia Saeed Mohammed — 3.000 м

## Резултати

### Жене
| Атлетичарка         | Дисциплина | Лични рекорд | Квалификација | Квалификација | Финале   | Финале  | Детаљи |
| Атлетичарка         | Дисциплина | Лични рекорд | Резултат      | Место         | Резултат | Место   | Детаљи |
| ------------------- | ---------- | ------------ | ------------- | ------------- | -------- | ------- | ------ |
| Betlhem Desalegn    | 3.000 м    | 8:46,54 НР   | 8:53,56 КВ    | 3. у гр. 2    | 9:04,06  | 6 / 15  |        |
| Alia Saeed Mohammed | 3.000 м    | 8:48,27      | 9:00,35 кв    | 3. у гр. 2    | 9:21,23  | 12 / 15 |        |